# Pseudochthonius lundi
Espèce
Pseudochthonius lundi est une espèce de pseudoscorpions de la famille des Chthoniidae.

## Distribution
Cette espèce est endémique du Minas Gerais au Brésil. Elle se rencontre à Prudente de Morais dans des grottes du karst de Limeira.

## Description
Le mâle holotype mesure 1,30 mm et les femelles de 1,30 à 1,48 mm.

## Systématique et taxinomie
Cette espèce a été décrite par Schimonsky en 2024.

## Étymologie
Cette espèce est nommée en l'honneur de Peter Wilhelm Lund.

## Publication originale
- Schimonsky, 2024 : « Two new cavernicolous species of Pseudochthonius Balzan, 1892 (Pseudoscorpiones, Chthoniidae) from Lagoa Santa karst, Minas Gerais, Brazil. » Zootaxa, no 5433(1), p. 107–120.